# Workmania
Workmania là một chi nhện trong họ Zodariidae.